# Матвиевская, Галина Павловна
Гали́на Па́вловна Матвие́вская (13 июля 1930, Днепропетровск — 30 января 2025, Оренбург) — советский и российский историк математики, востоковед, краевед, литературовед. Доктор физико-математических наук (1969). Заслуженный деятель науки Узбекской ССР (1980). Член-корреспондент АН УзССР (1984). Действительный член Международной академии истории науки (1995, членкор с 1991). Член Союза писателей России.
Лауреат Государственной премии УзССР имени Абу Райхона Беруни. Лауреат премии «Оренбургская лира» и Всероссийской премии «Капитанская дочка».

## Биография
Родилась 13 июля 1930 года в Днепропетровске. Детство провела в Харькове, где начала учиться в школе. После начала войны продолжила учёбу в Оренбурге. Окончив школу с золотой медалью в 1948 году, поступила на математико-механический факультет Ленинградского университета. После его окончания в 1954 году была принята в аспирантуру Института истории естествознания и техники АН СССР. Изучала неопубликованные рукописи Леонарда Эйлера по теории чисел. В 1959 году защитила диссертацию на соискание ученой степени кандидата физико-математических наук.
С 1959 года жила в Ташкенте и работала в Институте математики Академии наук Узбекской ССР. Занималась изучением истории математики Ближнего и Среднего Востока по средневековым арабским рукописям. В 1968 году защитила диссертацию на соискание ученой степени доктора физ.-мат. наук. Лауреат Государственной премии Узбекской ССР им. Абу Райхана Беруни в области науки и техники (1974). Заслуженный деятель науки Узбекской ССР (1980). Член-корреспондент Академии науки Узбекской ССР (1984). Действительный член Международной Академии истории науки (1995).
С 1994 — профессор Оренбургского педагогического университета.
Основные направления исследований — история математики и математической астрономии в странах средневекового Востока, история теории чисел, рукописи Л. Эйлера, история культуры Оренбургского края.
Автор более 250 научных трудов, в том числе 20 монографий. Подготовила трёх докторов и десять кандидатов физико-математических наук.
Скончалась 30 января 2025 года в Оренбурге в возрасте 94 лет.

## Сочинения
- Учение о числе на средневековом Востоке / Г. П. Матвиевская. — Ташкент: Фан, 1967. — 344 с. — 2000 экз. (в пер.)
- Рене Декарт / Г. П. Матвиевская. — М.: Наука, 1976. — 272 с. — (Научно-биографическая серия). — 31 500 экз. (обл.)
- Абу Райхан Беруни и его математические труды: Пособие для учащихся / С. Х. Сираждинов, Г. П. Матвиевская. — М.: Просвещение, 1978. — 96 с. — (Люди науки). — 95 000 экз. (обл.)
- Рамус. 1515—1572 / Г. П. Матвиевская. — М.: Наука, 1981. — 152 с. — (Научно-биографическая серия). — 21 700 экз. (обл.)
- Ал-Хорезми — выдающийся математик и астроном средневековья: Пособие для учащихся / С. Х. Сираждинов, Г. П. Матвиевская. — М.: Просвещение, 1983. — 80 с. — (Люди науки). — 180 000 экз. (обл.)
- Альбрехт Дюрер — учёный. 1471—1528 / Г. П. Матвиевская; Отв. ред. канд. физ.-мат. наук Ю. А. Белый; Рецензенты: акад. АН УзССР В. П. Щеглов, д-р физ.-мат. наук Б. А. Розенфельд; Академия наук СССР. — М.: Наука, 1987. — 240, [8] с. — (Научно-биографическая литература). — 34 000 экз. (в пер.)
- Очерки истории тригонометрии. Ташкент: Фан, 1990.
- Улугбек. 1394—1449 / Г. П. Матвиевская, З. К. Соколовская. — М.: Наука, 1997. — 152 с. — ISBN 5-02-003674-9.
- Всеволод Иванович Романовский. 1879—1954 / А. Н. Боголюбов, Г. П. Матвиевская. — М.: Наука, 1997. — ISBN 5-02-003644-7.
- Абд ар-Рахман ас-Суфи. М.: Наука, 1999.
- Владимир Иванович Даль / Г. П. Матвиевская, И. К. Зубова; Отв. ред. Э. Н. Мирзоян. — М.: Наука, 2002. — 224 с. — (Научно-биографическая литература). — 530 экз. — ISBN 5-02-022726-9. (в пер.)
- Яков Владимирович Ханыков. 1818—1862 / Г. П. Матвиевская; Отв. ред. д-р техн. наук А. В. Постников; Рецензенты: д-р геогр. наук В. В. Глушков, акад. В. С. Мясников; Российская академия наук. — М.: Наука, 2006. — 200 с. — (Научно-биографическая литература). — ISBN 5-02-033232-1. (в пер.)